# Darral Willis
Darral Willis Jr. (Madison, Wisconsin, 21 de enero de 1996), es un jugador de baloncesto estadounidense nacionalizado chipriota que pertenece a la plantilla del Aris Salónica BC de la A1 Ethniki de Grecia. Con 2,06 metros de estatura, juega en la posición de ala-pívot. 

## Trayectoria
Formado durante dos temporadas en Pearl River Community College (2014–2016) y otras dos temporadas en Wichita State Shockers (2016–2018). Tras no ser drafteado en 2018, en la temporada 2018/19 comenzó su carrera profesional en las filas del Keravnos B.C., equipo de la Primera División de baloncesto de Chipre, en los que jugó 30 partidos y promedió 14.85 puntos por encuentro. También ganaría la Copa de baloncesto de Chipre.
En verano de 2019, firmaría con Peristeri BC pero no llegaría a debutar, firmando más tarde por BC Nizhni Nóvgorod de la Superliga de Baloncesto de Rusia para jugar la temporada 2019/20. En las filas del conjunto ruso disputa 14 partidos en los que promedia 14.64 puntos por encuentro en la VTB League y disputa también 15 partidos de la Basketball Champions League.
El 17 de julio de 2020 fichó por el AS Monaco Basket de la Pro A francesa.
El 21 de enero de 2021 fichó por el Basket Brescia Leonessa de la Lega Basket Serie A italiana.
El 9 de septiembre de 2021, firma por el Enisey Krasnoyarsk de la VTB United League.
El 19 de agosto de 2022, firma por el Lokomotiv Kuban de la VTB League.
El 15 de enero de 2023 firmó con Seoul Samsung Thunders de la Liga de baloncesto de Corea.
El 3 de agosto de 2023, Willis firmó con el Levanga Hokkaido de la B.League japonesa.
El 23 de noviembre de 2023 firmó con el Aris Salónica BC de la A1 Ethniki de Grecia.